# Beneffrey

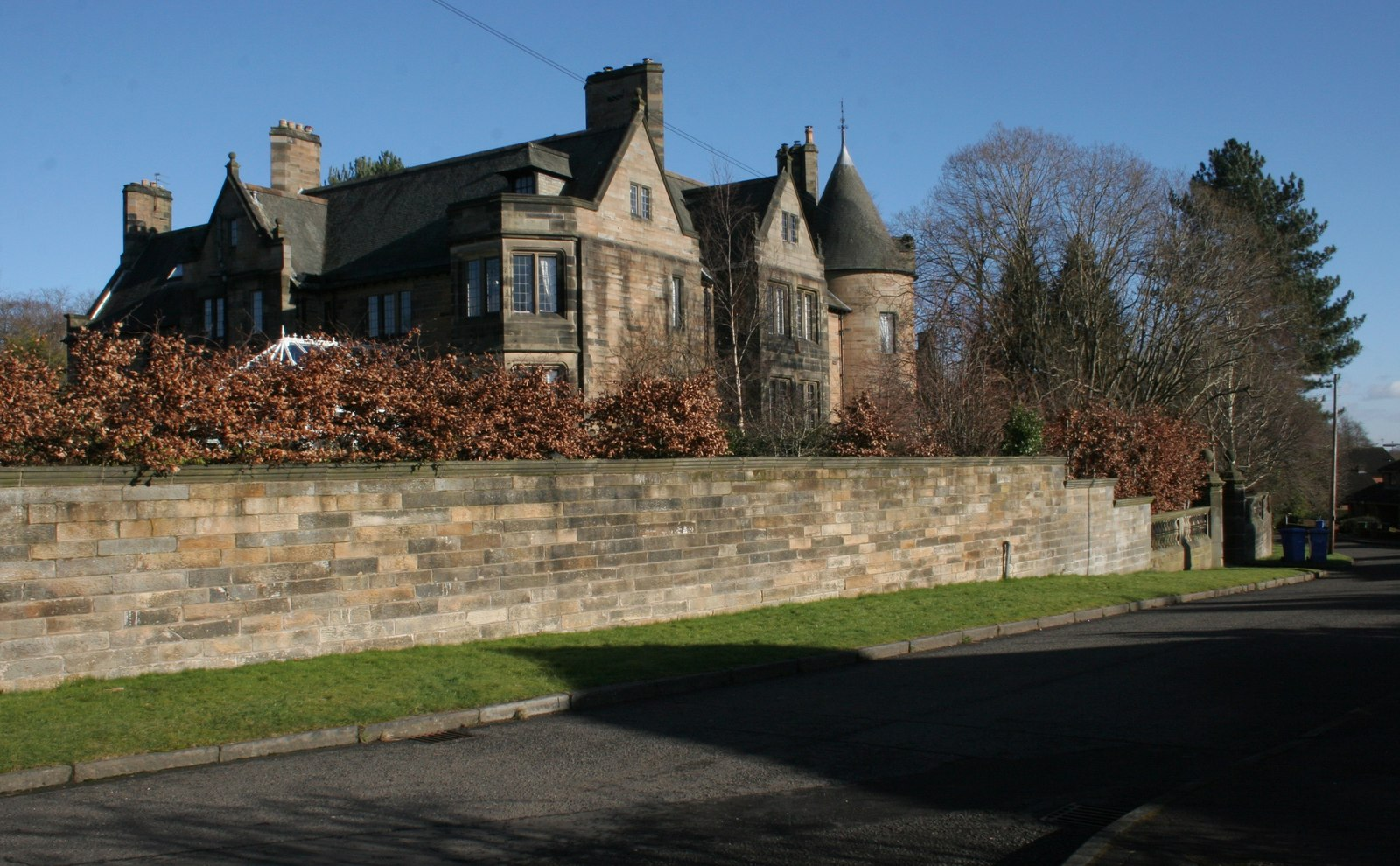
Beneffrey

Beneffrey ist eine Villa in der schottischen Stadt Glasgow. 1970 wurde das Bauwerk in die schottischen Denkmallisten zunächst in der Kategorie B aufgenommen. Die Hochstufung in die höchste Denkmalkategorie A erfolgte 1990.

## Geschichte
Die Villa wurde im Jahre 1910 für John Anderson erbaut. Für die Planung zeichnet der schottische Architekt William Hunter McNab verantwortlich. Sie gehörte damit zu den letzten Villen, die in Pollokshields errichtet wurden. Später diente Beneffrey als Studentenwohnheim der University of Strathclyde und wurde schließlich in drei Wohneinheiten unterteilt.

## Beschreibung
Beneffrey steht am Ende der Springkell Avenue im südlichen Glasgower Stadtteil Pollokshields. Die zweistöckige, im Stil der späten frankoschottischen Neogotik ausgestaltete Villa ist asymmetrisch aufgebaut. Details aus poliertem Naturstein sind von dem Schichtenmauerwerk abgesetzt. Die Fenster sind teils mit steinernen Fensterpfosten oder Fensterkreuzen gestaltet. Meist sind kleinteilige, schmucklose Bleiglasfenster verbaut. Schlichte stilisierte Fialen an den Giebeln schließen mit Kugeln. Markant ist der runde Eckturm mit Kegeldach an der Südostseite. Die steilen Dächer sind mit grünem Schiefer eingedeckt.